# George Henry Cassidy
George Henry Cassidy (* 17. Oktober 1942 in Belfast; † 29. März 2024) war ein britischer anglikanischer Theologe. Er war von 1999 bis 2009 Bischof von Southwell und Nottingham in der Church of England.

## Leben
Cassidy besuchte in Belfast zunächst die Belfast High School, später dann die Queen’s University Belfast. Dort legte er 1965 einen Bachelor of Science in den Fächern Politikwissenschaften und Volkswirtschaft ab. Am University College der Universität London folgte 1967 der Master of Philosophy. Vor Beginn seiner kirchlichen Laufbahn arbeitete Cassidy zunächst als Staatsbeamter in der Öffentlichen Verwaltung. Von 1967 bis 1968 war er Planungsbeamter im nordirischen Entwicklungsministerium (Ministry of Development of Northern Ireland). Von 1968 bis 1970 arbeitete er als Regierungsbeamter für das Department of Lands and Settlements in Kenia.
Zur Vorbereitung auf das Priesteramt besuchte er ab 1970 das Oak Hill Theological College in London. 1972 wurde Cassidy in London zum Diakon geweiht, 1973 folgte die Weihe zum Priester. Von 1972 bis 1975 war er Hilfsvikar an der Christ Church im Stadtteil Clifton in Bristol. Von 1975 bis 1982 war er Vikar an der St Edyth’s Church in Sea Mills, einem Vorort von Bristol. Anschließend übernahm er von 1982 bis 1987 ein Vikariat an der St Paul’s Church am Portman Square in London. In den Jahren 1987 bis 1999 war er Archdiakon von London und gleichzeitig Domherr mit Residenzpflicht (Canon Residentiary) an der St Paul’s Cathedral in London. 1999 wurde er zum Bischof von Southwell ernannt, einer rund 7000 Einwohner zählenden Stadt in Nottinghamshire. 2005 wurde der Name des Bistums in Southwell und Nottingham geändert. Dieses Amt übte er bis zu seinem Ruhestand im September 2009 aus. Sein Nachfolger wurde Paul Butler.
Cassidy übte mehrere kirchliche Ehrenämter aus und erhielt zahlreiche Auszeichnungen. Unter anderem war er von 1996 bis 1999 stellvertretender Dekan des Most Excellent Order of the British Empire. 2005 erhielt er die Ehrendoktorwürde als Doctor of Letters (Hon DLitt) der Heriot-Watt University in Edinburgh.

## Privates
Cassidy war seit 1966 mit Jane Barling Stevens verheiratet, einer Krankenschwester, die er 1966 während des Studiums in London kennengelernt hatte. Er war Vater von zwei erwachsenen Töchtern. Zu seinen Freizeitaktivitäten und Hobbys zählte Cassidy das Verfolgen von Sportveranstaltungen, insbesondere Rugby, Kunst und Kammermusik und Wandern in den Quantock Hills.

## Mitgliedschaft im House of Lords
Cassidy gehörte von 2004 bis 2009 als Geistlicher Lord dem House of Lords an. Cassidys Sitz im House of Lords übernahm ab 2009 der Bischof von Blackburn, Nicholas Reade.
Zu seinen politischen Interessengebieten zählte Cassidy die Erhaltung des kulturellen Erbes, den Umweltschutz und die Rechtsgrundlagen Gemeinnütziger Organisationen. Von besonderem Interesse waren für ihn die Länder Kenia und Südafrika.

## Wirken in der Öffentlichkeit
In kirchenrechtlichen Fragen vertrat Cassidy einen konservativen Standpunkt. Er wurde der Gruppe der Traditionalisten in der Church of England zugerechnet. Dies zeigte sich auch in seiner generellen Einstellung zur Frage der Homosexualität. 2003 unterschrieb Cassidy einen offenen Brief als einer der Bischöfe der Church of England, die die Nominierung von Jeffrey John, einem offen homosexuellen Priester, der in einer festen Beziehung lebte, zum Weihbischof von Reading durch den Erzbischof von Canterbury, Rowan Williams, ablehnten. Zu den Unterzeichnern gehörten auch die Bischöfe von Bradford, Carlisle, Chester, Chichester, Exeter, Liverpool, Rochester und Winchester.
Cassidy war einer der bekanntesten Gegner der Rechte von Homosexuellen, zum Beispiel stimmte er 2007 im House of Lords gegen den Equality Act zur Gleichstellung von Homosexuellen. Cassidy kritisierte insbesondere, dass im Equality Act der Religionsfreiheit und der Freiheit des Glaubens gegenüber den allgemeinen individuellen Menschenrechten ein zu geringes Gewicht eingeräumt worden sei. Im Konfliktfeld sich gegenüber stehender Grundrechte seien die Belange des Glaubens und der Religion aus seiner Sicht nicht hinreichend berücksichtigt worden.
Anlässlich seines Ruhestands äußerte sich Cassidy zuversichtlich über die Zukunft der Church of England. Trotz oft negativer Prognosen von Kirchenkritikern werde die Kirche stark und sicher den Herausforderungen der Zeit begegnen.
Cassidy gehörte am 7. Oktober 2008 bei den Unterzeichnern einer Erklärung, die zum Schutz von Kindern vor seelischer und körperlicher Gewalt aufrief.
Cassidy gehörte 2009 zu den Unterstützern des Living Ghost Statement, einer Kampagne der Bewegung Church Action against Poverty zur Bekämpfung von Mittellosigkeit und Obdachlosigkeit bei Asylbewerbern.